# ビンキー・ブラウン・ミーツ・ザ・ホーリー・ヴァージン・メアリー
Binky Brown Meets the Holy Virgin Mary（→『ビンキー・ブラウン、聖処女マリアに会う』。以下『ビンキー・ブラウン』）は米国人の漫画家ジャスティン・グリーンによるコミック。初刊1972年。英語圏のコミックで最初の重要な自伝作品と位置付けられており、作者の分身であるビンキー・ブラウンの口を通して幼少期からの「病的な神経症」が語られている。作中では厳格なカトリックの育ちがその由来だとされていたが、作者は後に強迫性障害と診断された。
作中のビンキー・ブラウンは罪深い思考を抑えられずに苦しむ。あらゆる棒状の物体はペニスのように見え、その先端から教会やマリア像に向けて「おちんちん光線（→pecker ray）」が放射されてビンキーをおののかせる。ビンキーは自分を戒めるルールと破ったときの罰を作り上げるが、苦しみから逃れられず、カトリック教会が病根だと考えて信仰を捨てることになる。作画上の技法と物語技法が数多く組み合わされて主人公の苦悶を浮かび上がらせている。
同時代のアンダーグラウンド・コミック作家アリーン・コミンスキー、ロバート・クラム、アート・スピーゲルマンらは『ビンキー・ブラウン』から直接影響を受けて告白調の作品を描き始めた。後世のアンダーグラウンド・コミックやオルタナティヴ・コミックにも本作のアプローチがさまざまな側面で広く受け継がれている。

## あらすじ
作者グリーンのペルソナであるビンキー・ブラウンは、幼少期から苦しめられてきた神経症について漫画で告白すると読者に告げる。
少年時代のビンキーが聖母マリアの像を割ってしまい、母親と神に対して強い罪悪感を覚えるところから物語は始まる。ビンキーはカトリックとして育てられ、厳格な教区立学校で修道女から体罰を受けながら教義を学ぶ。ビンキーは罰を与える神というイメージを心の中に育て、恐れと罪悪感の中で日々を過ごす。
思春期に至って性に目覚めると、何の変哲もない物体がペニスに見え始める。ビンキーは自身の股間や手足の指から放射される「おちんちん光線」が教会やマリア像のような神聖物に当たることがないよう強迫的に行動する。ビンキーは罪を犯さないように自分を縛るルールと破ったときの罰を作り上げ、罪悪感を和らげるため "not a sin"（→これは罪じゃない）を縮めた "noyatin" という言葉を呪文のように唱え続ける。
ビンキーは成人するにつれて信仰を捨て、飲酒や薬物、自傷行為や芸術活動で気を紛らそうとするが、聖母マリアに見下ろされているという観念は消えない。ある日思い立って安物のマリア像を買い集め、一つずつ叩き壊すことで「おちんちん光線」の妄想を消し去る。最後に一つの像が壊されずに残り、ビンキーはそれを手元に置いて新しい関係を築こうと考える。

## 背景
ジャスティン・グリーン (1945–2022) はユダヤ人の父とカトリックの母の間に生まれ、カトリックの教育を受けて育った。小学校はまずカトリックの教区立学校に通い、次にユダヤ人が主体の学校に移った。1958年に自身の「病的な神経症」の元凶だと感じてカトリック信仰を捨てた。グリーンが強迫性障害 (OCD) と診断されるのはそれから10年以上後のことになる。
ロードアイランド・スクール・オブ・デザインで絵画を学んでいた1967年、ロバート・クラムの作品と出会って歪んだ枠線の中にひしめく野卑な絵に惹きつけられ、自身でもコミックを描き始めた。描き方を模索するうちに、自身で言うところの心の中にある妄想的なフォルムを流し出す自然で無意識的なスタイルに行き着いた。1968年に「召集を受けた」と称してシラキュース大学の美術学修士課程を中退し、カウンターカルチャー運動の中心地でアンダーグラウンド・コミックシーンが花開きつつあったサンフランシスコに移り住んだ。同年、宗教的な強迫観念を持ったキャラクターが登場するコミックストリップ "Confessions of a Mad School Boy"（→狂った少年の告白）をロードアイランド州の雑誌に発表した。翌年にアンダーグラウンド・コミック誌 Yellow Dog第17号に描いた "Binky Brown Makes up His Own Puberty Rites"（→ビンキー・ブラウン、自己流の通過儀礼を作り出す）ではそのキャラクターに名前が与えられた。続いて1971年に "The Agony of Binky Brown"（→ビンキー・ブラウンの苦悶）がラスト・ガスプ社の Laugh in the Dark 第1号に掲載された。
当時の米国でコミックブックは低俗な子供向けのエンターテイメントとみなされており、若者への悪影響という観点から見られることが多かった。コミックはまだ文化的に成熟しておらず、コミックというメディアで芸術的な表現は実現不能だという見方に挑戦する漫画家はほとんどいなかった。

## 制作と刊行の経緯

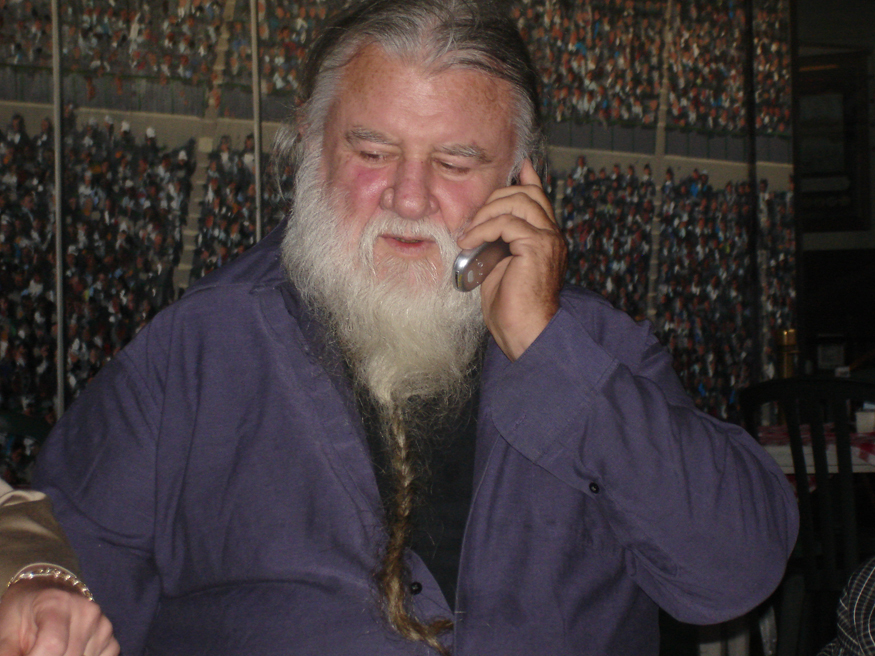
グリーンは本作を描くためにラスト・ガスプ発行者ロン・ターナー（写真、2007）から経済的な支援を受けた。

作者グリーンは『ビンキー・ブラウン』44ページの制作におよそ1年をかけた。作品に取り入れる実際の体験や強迫的な癖をカードにまとめるだけで数か月を要した。原稿を描いていた7か月間はアンダーグラウンド・コミック出版社ラスト・ガスプ・エコ・ファニーズの創立者ロン・ターナーから月150ドルの前金を受け取っていた。1972年に新聞紙サイズの単号コミックブックとして世に出た『ビンキー・ブラウン』は、グリーンにとって最初の単著だった。何度かの増刷で5万5千部というアンダーグラウンド界では異例の部数が発行された。表紙には「子供の購読禁止」と表示されていた。
『ビンキー・ブラウン』は当初の発行分が完売してから20年にわたって絶版となった。熱心なファンはオリジナルのコミックブックのみならずコピー本を売買していた。その間グリーンは看板描きで生計を立て、一方で様々な雑誌にコミックストリップを描いた。Arcadeや Weirdoのようなアンダーグラウンド誌に寄稿された短編コミックやエッセイではビンキー・ブラウンが作者の代理キャラとして使われ続けた。1976年の作品 "Sweet Void of Youth" では、ビンキーが漫画と美術の間で引き裂かれながら高校生から31歳になるまでが描かれる。また単発作品のほかに看板の業界誌や Pulse!誌にコミックストリップの連載も持っていた。これら後年の作品は『ビンキー・ブラウン』ほど注目されていない。
グリーンは1990年に『ザ・サン』誌に "The Binky Brown Matter"（→ビンキー・ブラウンには意味がある）という題のエッセイを書き、本作の発表後に強迫性障害と診断されたことを明かした。ラスト・ガスプから1995年に出た作品集 The Binky Brown Sampler（→ビンキー・ブラウン選集）にはビンキー・ブラウン関連のコミック作品に加えてこのエッセイの増補版が収録された。
2009年に文芸出版社のマクスウィーニーズがデラックス版『ビンキー・ブラウン』5000部を発行した。生原稿（1970年代にグリーンによって売却されていた）から新しくスキャンされたもので、汚れや変色も含めて原画が原寸大で再現されていた。編集は同社のエリ・ホロヴィッツが行った。この再版によって本作は広く認知されるようになった。2011年には Stara 社からフランス語版 (Binky Brown rencontre la Vierge Marie)、ラ・クープラ社からスペイン語版 (Binky Brown conoce a la virgen María) が出版された。

### 書誌情報
| 刊年 | 題名                                   | 発行者                | ISBN              | 形式                      |
| ---- | -------------------------------------- | --------------------- | ----------------- | ------------------------- |
| 1972 | Binky Brown Meets the Holy Virgin Mary | Last Gasp Eco Funnies |                   | コミックブック            |
| 1995 | The Binky Brown Sampler                | Last Gasp             | 978-0-86719-332-9 | 作品集 ソフトカバー       |
| 2009 | Binky Brown Meets the Holy Virgin Mary | McSweeney's           | 978-1-934-78155-5 | デラックス版 ハードカバー |

## 作風と作品研究
本作は罪悪感に苛まされた主人公による告白という形式で描かれている。冒頭コマでは大人になったビンキーが頭からつま先まで縛られて逆さに吊られ、アヴェ・マリアを聞きながら口にペンをくわえて漫画を描いている。股間には鎌の刃があてがわれている。ビンキーは読者に向けて本作の制作意図を1958年のハロウィンにカトリックを正式に捨ててからずっと私を支配してきた病的な神経症を追い払うためと説明する。さらに、自身の体験を伝えることで同じ症状に悩まされている人どうしで連帯したいと語る。
作者グリーンの体験に基づく自伝的作品だが、小学生のビンキーがいじめられるエピソードなどは一種の寓意であって「秩序・恐怖・罪悪感のような主観的な感情について、一般化されたある概念を」読者に感じさせるための創作だという。リアリズムは志向されておらず、描かれていることが作中で実際に起きているとは限らない。批評家チャールズ・ハットフィールドは本作が自伝における客観性についての通念を再考させる「ラディカルな主観性」を持つと述べている。
読み口は軽くないものの、ユーモアが前面に出た作品である。メタな視点からの遊びもあり、グリーンという描き手が物語の背景に存在することは随所で示される。最初に大人のビンキーが前口上を述べる構成は、1950年代ECコミックスのホラー誌 Tales from the Cryptがナレーターの語りから始まるのにならっている。作中に挿入されるナレーションを語るのも大人のビンキーで、グリーンはそれによって過去と現在をつなげている。ただしナレーターが若い自分を三人称で呼ぶという断絶がある。そのほかコミックからの引用としては『ディック・トレイシー』に登場する「Crimestopper's Textbook（→犯罪防止教本）」をもじった「Sinstopper's Guidebook（→涜神防止教本）」 や、背景に描かれたロバート・クラム作品がある。カトリックの教区学校で配布されていた教育的コミック Treasure Chestへの言及もある。

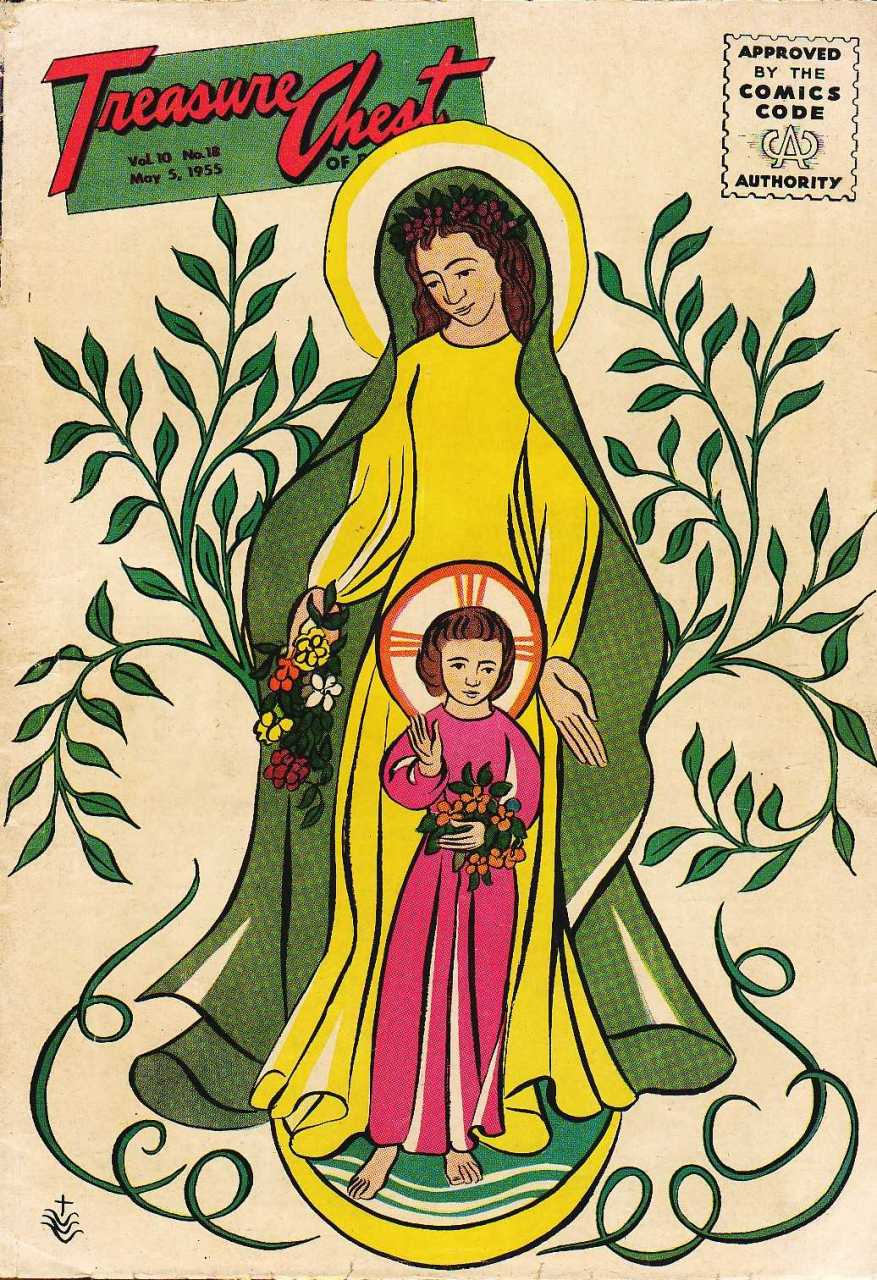
本作ではキリスト教の教育コミック Treasure Chest（図）などコミック作品やカトリックの図像からの引用が数多く行われている。

直接的な性表現は米国メディアの多くで規制されているが、アンダーグラウンド・コミックでは一般的である。『ビンキー・ブラウン』は直接的な性表現を含む自伝的コミックとして初めての作品で、ビンキーが自慰を行うシーンもある。本作の中心的な象徴であるペニスは、本作そのものを描く鉛筆のように暗喩として登場する箇所もあれば、ビンキーの主観の中で日常物がペニスとなって「おちんちん光線」を発するように直接描かれる個所も多い。
アート・スピーゲルマンはグリーンの作画を癖があって不格好と言っている。その絵は一見拙いが、Perspective（→遠近法）や Fun with a Pencil （→やさしい人物イラスト）のような美術手引書が描き込まれたコマや、語り手のビンキーが真剣に作画を行っているシーンには、作者の古典絵画への造詣と情熱が窺える。用いられる表現技法は多様で、イラスト風の矢印吹き出し、学術文献を模した注釈、コマの大きさ・構図・レイアウトのバリエーション、人工的なスクリーントーンと手描きのハッチングの対置などが挙げられる。消失点に置かれた聖母マリアに向けて「おちんちん光線」が収束していくシーンは象徴性と作画技法が融合している。
自伝コミック作家の先駆けとして並び称されるハービー・ピーカーがありふれた情景を描くのと対照的に、グリーンは視覚的メタファーを多用している。象徴は文字通りの絵として描かれる。ビンキーがキリスト教から解放された直後に、十字架を身に付けた警官が魚（キリスト教徒の象徴）を追いかけている最終コマは一例である。カトリックの象徴は数多く用いられている。冒頭に登場するビンキーの吹き出しにはキリストの受難を象徴する釘や茨が描き込まれ、キリスト教への不敬や絶望の深さを表現している。

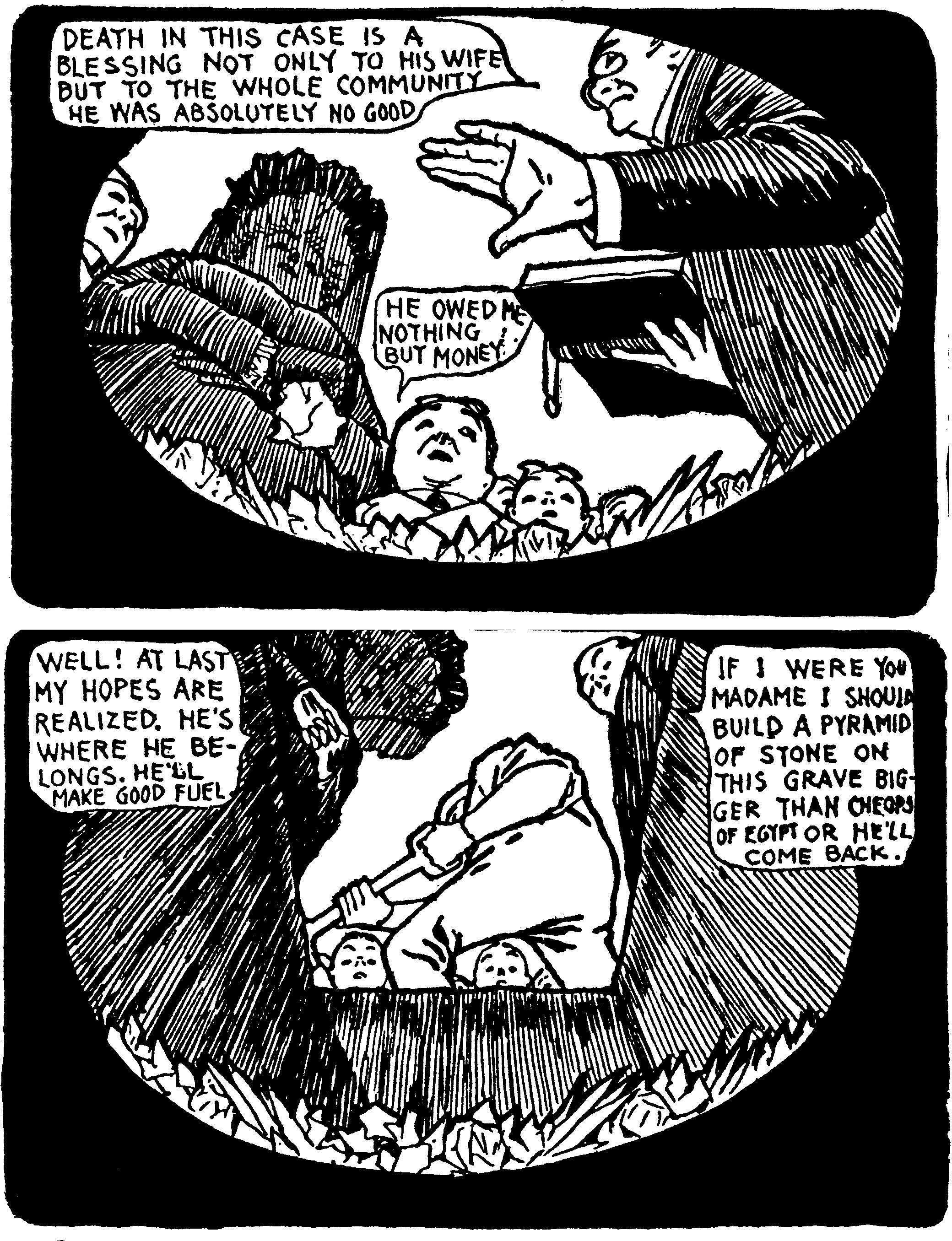
ウィンザー・マッケイの『チーズトーストの悪夢』（図、1905年2月25日）などは、作者の精神的な不安を描く『ビンキー・ブラウン』の先祖といえる。

批評家のジョセフ・ウィテックによると、本作では複数の古典的コミック表現のモードが使い分けられている。あるシーンで描かれるのは作中の確定した現実、別の場所で描かれるのは記号的図像が配置された図式であり、そこに主人公の混乱した主観性が表されている。ウィテックはまた本作の歪んだ心象風景には先行するコミック作品の要素が受け継がれていると述べ、ウィンザー・マッケイの『チーズトーストの悪夢』における悪夢、ジョージ・ヘリマンの『クレイジー・カット』における不条理な変転、スーパーマンの敵役で常に規範の逆を行こうとするビザロを挙げている。
本作でグリーンは自身の精神的な問題の原因をカトリック教会に帰していたが、後年に強迫性障害 (OCD) と診断されると、問題の裏にそれがあったことを受け入れた。グリーンはOCDについて、自身を衝動の奴隷、と同時に超然たる観察者に変える二重映しの視点と例えている。しかしなおも、教会に責任の一端があり、信仰が精神状態を悪化させたという主張を曲げていない。精神を安定させる上で効果があったのは、仏教の瞑想と、嗜好薬物を止めたことだという。1990年にカトリックの司祭が『ビンキー・ブラウン』は未成年者に有害だという懸念を表明すると、グリーンは教会こそ未成年者を損なっていると反論した。
文学者ヒラリー・シュートによると、本作は非規範的なセクシュアリティを描き出すことによって身体化と表象というフェミニズムの問題を扱っている。シュートはまた、本作がノベル（→長編小説）と呼ぶには短いものの作品の質、アプローチ、射程、感性が示す真摯さは「グラフィックノベル」と呼ぶに値すると述べている。

## 反響と影響
グリーンは『ビンキー・ブラウン』が自作の中で初めて読者から大きなエネルギーを引き出したと語っている。アンダーグラウンド・コミックやオルタナティヴ・コミックへの影響は大きく、本作が作者自身を笑っている点や告白体のアプローチに触発されて個人的な恥を晒す作品を描いた漫画家は多かった。アリーン・コミンスキーは1972年に本作の影響で自伝的な第1作 "Goldie: A Neurotic Woman"（→神経症女ゴールディー）を描き、Wimmen's Comix第1号で発表した。他にも同時代のアンダーグラウンド漫画家の多くが作品に自己告白を取り入れている。ロバート・クラムは同年に "The Confessions of R. Crumb"（→R・クラムの告白）を発表し、その後も類似の作品を描き続けた。1971年に本作の未完成原稿を読んだアート・スピーゲルマンは、後に「『ビンキー・ブラウン』がなければ代表作の『マウス』もなかった」と述べるほど影響を受けた。コミック批評家ジャレド・ガードナーは、アンダーグラウンド・コミック運動はカウンターカルチャー的な因習打破と結び付けられることが多いが、その最大の遺産は自伝ジャンルだと主張している。

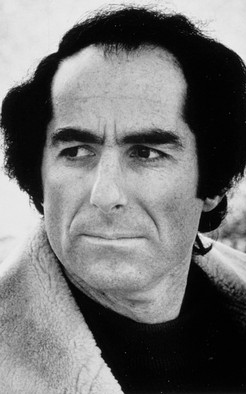
作者グリーンは私的な体験を作品化したフィリップ・ロス（写真）などの作家を読んでいた。

『ビンキー・ブラウン』以前にもクラム、スペイン・ロドリゲス、キム・ダイチらによるアンダーグラウンド・コミックには自伝的な要素が含まれていたが、本作は英語圏のコミックで最初の重要な自伝ジャンル作品だと認められている。コミック研究者チャールズ・ハットフィールドはコミックによる告白文学の原形としている。ポール・グラヴェットはグリーンが自身の精神的な問題を赤裸々に告白した神経症者として先見的な存在だと書いている。ダグラス・ウォルクは本作がメモワールの流行を先取りしていたとした。アート・スピーゲルマンはブロンテ姉妹がゴシック小説にやり、トールキンが剣と魔法のファンタジーにやったのと同じことを、ジャスティン・グリーンは告白調の自伝コミックでやったと書いた。『パブリッシャーズ・ウィークリー』誌は本作を自伝的コミックのロゼッタストーンと呼んだ。
本作は主にコミックファンや漫画家の間で支持されており、一般読書家や美術批評家にはほとんど認知されていない。スピ―ゲルマンはそのような扱いがコミックというメディアの性質によるものだと主張している。同じ卑俗な表現でも、フィリップ・ロスの小説『ポートノイの不満』などと異なりペニスを絵として直接描いているのが真剣に扱われない理由なのだという。
アンダーグラウンド・コミック史の研究者パトリック・ローゼンクランツによると、グリーンはコミックという分野で初めて個人的な苦悩や心理的葛藤をオープンに描いたことで画期的だった。グリーン自身は告白体の自伝がすでに存在しており、手を伸ばせば届く熟した果実だったと言っており、ジェイムズ・ジョイス、ジェイムズ・T・ファレル、フィリップ・ロスのような文学における先行例を挙げている。そのグリーンも自身が強迫性障害を扱う文学の隆盛を20年近く先取りしていたことは認めている。執筆時にその種の作品は一つも知らなかったという。ヒラリー・シュートは、「孤立やOCDとの共存」という本作の主要なテーマが、ハワード・クルースの Stuck Rubber Baby(1995) やアリソン・ベクダルの『ファン・ホーム』(2006) のようなコミック作品に踏襲されていると述べた。チャールズ・ハットフィールドは、マディソン・クレルの Cuckoo (2002)（解離性同一性障害を題材にした作品）やダビッド・ベーの Epileptic (2003) の中に、因習にとらわれずに精神的な問題にアプローチする本作からの影響を見て取っている。
漫画家のジム・ウードリングはグリーンの自伝作品がいまだに追い越されていないと述べている。ウードリングが個人誌 Jimに描いている自伝作品は本作と同様に現実の生活ではなく自身が見る夢を題材にしている。イギリス系アメリカ人の漫画家ガブリエル・ベルは『ビンキー・ブラウン』の作風に影響を受けており、バカげていたり気色悪かったりするイメージを並べた強烈な絵は、グリーン自身の感情や精神状態を表すものだと言っている。グリーンの影響は海外にも及んでいる。オランダの漫画家ピーター・ポンティアックが第二次世界大戦中にナチスに協力した父を題材にして描いた Kraut (2000) は『ビンキー・ブラウン』や『マウス』に触発されたものである。
本作は評論誌『コミックス・ジャーナル』誌が選出した20世紀の英語コミック100選の第9位を占めた。伝記研究の学術誌 Biographyが出した自伝的コミックの特集号 (vol. 31, no.1) では表紙に取り上げられている。2009年にはシンシナティのレコード店でグリーン作品の展示が行われ、本作の原画も公開された。
- ロバート・クラムは『ビンキー・ブラウン』を読んだ直後から自分自身を作品に出すようになった。
- アート・スピーゲルマンは本作がなければ代表作『マウス』は存在しなかったと発言している。
- ジム・ウードリングはグリーンの自伝作品がいまだに追い越されていないと述べている[46]。